# Vaux (Vienne)
Pour les articles homonymes, voir Vaux.
Vaux, ou Vaux-en-Couhé est une ancienne commune du Centre-Ouest de la France, située dans le département de la Vienne (région Nouvelle-Aquitaine).

## Géographie
Les habitants sont appelés Valois ou Vaucéens.

### Situation
Vaux est dans le sud-ouest du département de la Vienne, à 5 km du département des Deux-Sèvres à l'ouest (limitrophe de Couhé, devenu Valence-en-Poitou en 2019).

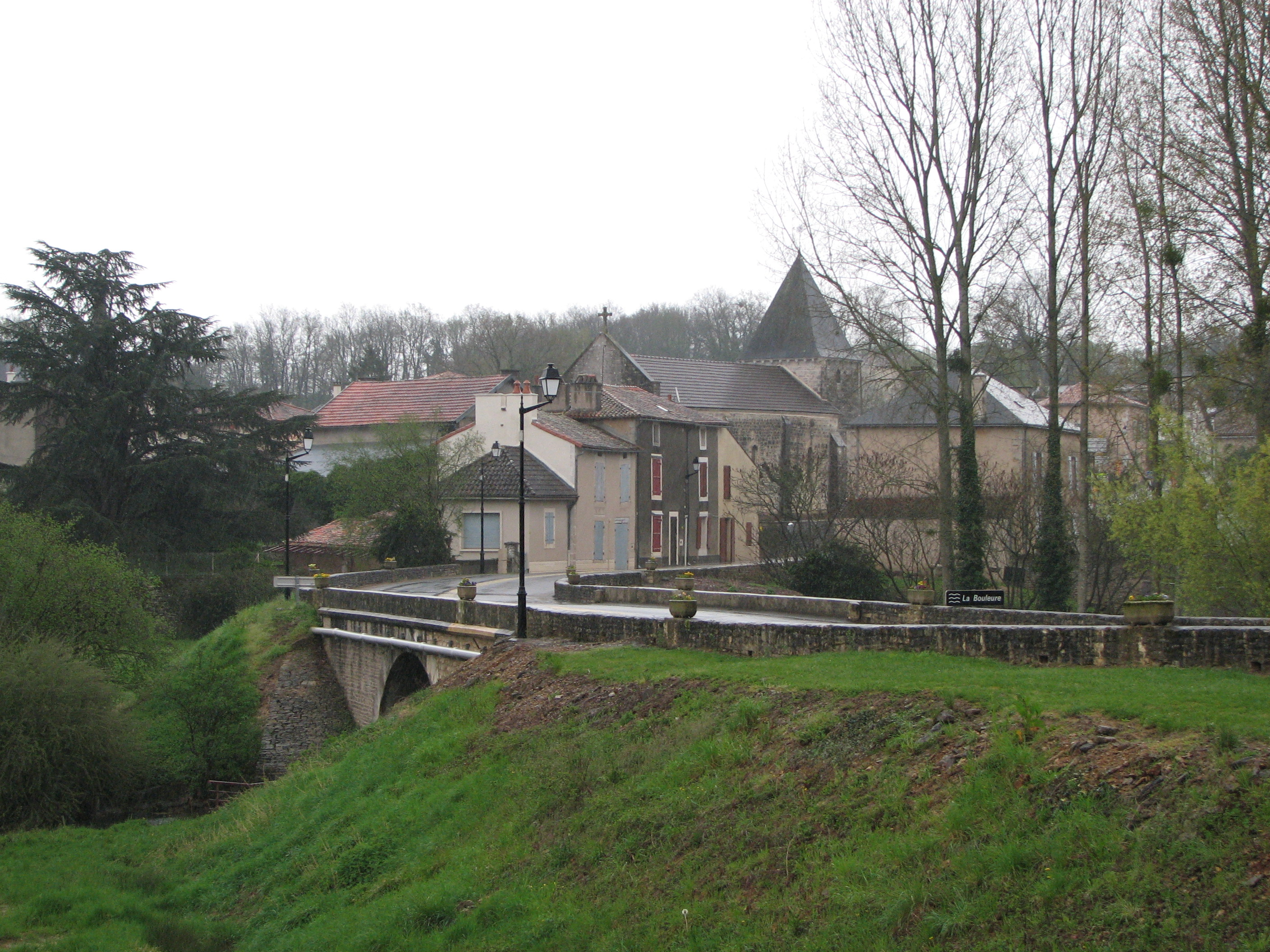
Le pont sur la D13, vue vers l'est.

### Géologie et relief
La région de Vaux présente un paysage de plaines vallonnées plus ou moins boisées, de bocages et de vallées. 
Le terroir se compose, :
- de Terres Rouges (ce sont des sols couleur acajou, siliceux, dérivés d’argiles ferrugineuses à silex provenant d’épandages superficiels en provenance du Massif Central) pour 97 % sur les plateaux ;
- de calcaires pour 3 % dans les vallées et les terrasses alluviales.

### Hydrographie
La commune est traversée par la Bouleure sur 8 km.

### Climat
Le  climat est  océanique avec des étés tempérés.
D’une manière générale, le temps est assez sec et chaud pendant l’été, moyennement pluvieux en automne et en hiver avec des froids peu rigoureux.
La température moyenne est de 11 °C. Juillet est le mois le plus chaud (maximale absolue 40,8 °C en 1947). Janvier est le mois le plus froid (temp. minimale absolue – 17,9 °C en 1985). 9 °C à peine séparent les moyennes minimales des moyennes maximales (cette séparation est de 6 °C en hiver  et de 11 °C en été). L'amplitude thermique est de 15 °C.

## Toponymie
Le nom du bourg provient du latin vallum signifiant vallée.

## Histoire
Préhistoire
Le site était habité dès le Paléolithique : la grotte de Belle Roche a livré des vestiges du Châtelperronien,.
XXIe siècle
Le 1er janvier 2019, elle devient une commune déléguée de Valence-en-Poitou aux côtés de Ceaux-en-Couhé, Châtillon, Couhé et Payré. La création de la commune de Valence est actée par un arrêté préfectoral du 22 novembre 2018.

## Politique et administration

### Liste des maires

#### Maires
| Période       | Période        | Identité              | Étiquette | Qualité              |
| ------------- | -------------- | --------------------- | --------- | -------------------- |
| mars 1959     | mars 1965      | Ernest Gargot         |           |                      |
| mars 1965     | mars 1971      | Gilbert Allain        |           |                      |
| mars 1971     | mars 1977      | Ernest Gargot         |           |                      |
| mars 1977     | mars 1989      | Gilbert Allain        |           |                      |
| mars 1989     | mars 2001      | Firmin Moussac        |           |                      |
| mars 2001     | mars 2008      | Jean-Claude Thoreau   |           |                      |
| mars 2008     | septembre 2009 | Marie-José Gracient   |           | décédée en fonctions |
| novembre 2009 | mars 2014      | Sophie Mellier        |           |                      |
| mars 2014     | janvier 2019   | Marie-Claude Cheminet |           |                      |

#### Maires délégués
| Période      | Période  | Identité              | Étiquette | Qualité |
| ------------ | -------- | --------------------- | --------- | ------- |
| janvier 2019 | En cours | Marie-Claude Cheminet |           |         |

### Instances judiciaires et administratives
La commune relève du tribunal d'instance de Poitiers, du tribunal de grande instance de Poitiers, de la cour d'appel  de Poitiers, du tribunal pour enfants de Poitiers, du conseil de prud'hommes de Poitiers, du tribunal de commerce de Poitiers, du tribunal administratif de Poitiers et de la cour administrative d'appel  de  Bordeaux,  du tribunal des pensions de Poitiers, du tribunal des affaires de la Sécurité sociale de la Vienne, de la cour d’assises de la Vienne.

### Résultats aux élections

#### Élection présidentielle 2017[13]
| Candidat Parti Politique | Candidat Parti Politique                         | Voix (tour 1) | % des exprimés | Voix (tour 2) | % des exprimés |
| ------------------------ | ------------------------------------------------ | ------------- | -------------- | ------------- | -------------- |
|                          | Marine Le Pen Front national                     | 113           | 22,29 %        | 161           | 36,51 %        |
|                          | Jean-Luc Mélenchon La France Insoumise           | 107           | 21,10 %        |               |                |
|                          | Emmanuel Macron En marche !                      | 100           | 19,72 %        | 280           | 63,49 %        |
|                          | François Fillon Les Républicains                 | 98            | 19,33 %        |               |                |
|                          | Nicolas Dupont-Aignan Debout la France           | 36            | 7,10 %         |               |                |
|                          | Benoît Hamon Parti Socialiste                    | 32            | 6,31 %         |               |                |
|                          | Nathalie Arthaud Lutte Ouvrière                  | 8             | 1,58 %         |               |                |
|                          | Jean Lassale Résistons                           | 8             | 1,58 %         |               |                |
|                          | François Asselineau Union populaire républicaine | 3             | 0,59 %         |               |                |
|                          | Philippe Poutou Nouveau Parti anticapitaliste    | 2             | 0,39 %         |               |                |
|                          | Jacques Cheminade Solidarité et progrès          | 0             | 0,00 %         |               |                |

## Démographie
L'évolution du nombre d'habitants est connue à travers les recensements de la population effectués dans la commune depuis 1793. Pour les communes de moins de 10 000 habitants, une enquête de recensement portant sur toute la population est réalisée tous les cinq ans, les populations de référence des années intermédiaires étant quant à elles estimées par interpolation ou extrapolation. Pour la commune, le premier recensement exhaustif entrant dans le cadre du nouveau dispositif a été réalisé en 2004.

En 2016, la commune comptait 803 habitants, en évolution de +8,81 % par rapport à 2010 (Vienne : +0,6 %, France hors Mayotte : +2,11 %).
| 1793  | 1800  | 1806  | 1821  | 1831  | 1836  | 1841  | 1846  | 1851  |
| ----- | ----- | ----- | ----- | ----- | ----- | ----- | ----- | ----- |
| 1 028 | 1 086 | 1 029 | 1 103 | 1 151 | 1 271 | 1 378 | 1 443 | 1 479 |

| 1856  | 1861  | 1866  | 1872  | 1876  | 1881  | 1886  | 1891  | 1896  |
| ----- | ----- | ----- | ----- | ----- | ----- | ----- | ----- | ----- |
| 1 484 | 1 432 | 1 411 | 1 348 | 1 353 | 1 459 | 1 343 | 1 319 | 1 260 |

| 1901  | 1906  | 1911  | 1921  | 1926  | 1931  | 1936  | 1946 | 1954 |
| ----- | ----- | ----- | ----- | ----- | ----- | ----- | ---- | ---- |
| 1 249 | 1 266 | 1 166 | 1 146 | 1 132 | 1 077 | 1 032 | 978  | 956  |

| 1962 | 1968 | 1975 | 1982 | 1990 | 1999 | 2004 | 2006 | 2009 |
| ---- | ---- | ---- | ---- | ---- | ---- | ---- | ---- | ---- |
| 838  | 784  | 710  | 730  | 616  | 631  | 662  | 673  | 732  |

| 2014 | 2016 | - | - | - | - | - | - | - |
| ---- | ---- | - | - | - | - | - | - | - |
| 800  | 803  | - | - | - | - | - | - | - |

En 2008, selon l’Insee, la densité de population de la commune était de 27 hab./km2, contre 61 hab./km2 pour le département, 68 hab./km2 pour la région Poitou-Charentes et 115 hab./km2 pour la France.

## Économie
Selon la direction régionale de l'Alimentation, de l'Agriculture et de la Forêt de Poitou-Charentes, il n'y a plus que 22 exploitations agricoles en 2010 contre 26 en 2000. 
Les surfaces agricoles utilisées ont paradoxalement augmenté de 7 % et sont passées de 1 497 hectares en 2000 à 1 063 hectares en 2010. Ces chiffres indiquent une concentration des terres sur un nombre plus faible d’exploitations. Cette tendance est conforme à l’évolution  constatée sur tout le département de la Vienne puisque de 2000 à 2007, chaque exploitation a gagné en moyenne 20 hectares.
50 % des surfaces agricoles sont destinées à la culture des céréales (blé tendre essentiellement mais aussi orges et maïs), 34 % pour les oléagineux (colza et tournesol), 4 % pour les protéagineux , 6 % pour le fourrage et 2 % restent en herbe.
Quatre exploitations en 2010 (contre six en 2000) abritent un élevage de bovins (314 têtes en 2010 contre 437 têtes en 2000). Trois exploitations en 2010 (contre quatre en 2000) abritent un élevage de caprins (1 001 têtes en 2010 contre 570 têtes en 2000). C’est un des troupeaux de caprins importants du département de la Vienne (74 000 têtes en 2011) qui est le deuxième département pour l’élevage des chèvres derrière le département des Deux-Sèvres. Les élevages d'ovins ont disparu au cours de cette décennie (200 têtes en 2000 réparties sur six fermes). Cette disparition du cheptel ovin est conforme à l'évolution constatée au cours de cette décennie dans le département de la Vienne. En effet, le troupeau d’ovins, exclusivement destiné à la production de viande, a diminué de 43,7 % de 1990 à 2007.
Étang pour la pêche.
Élevage d'autruches. La ferme, qui se visite, expose le mode de vie et de reproduction d'une grande variété d'autruches, d'émeus, de nandous et de casoars.
Le pôle économique se limite à un garage spécialiste BMW Imotors.

## Culture locale et patrimoine

### Lieux et monuments

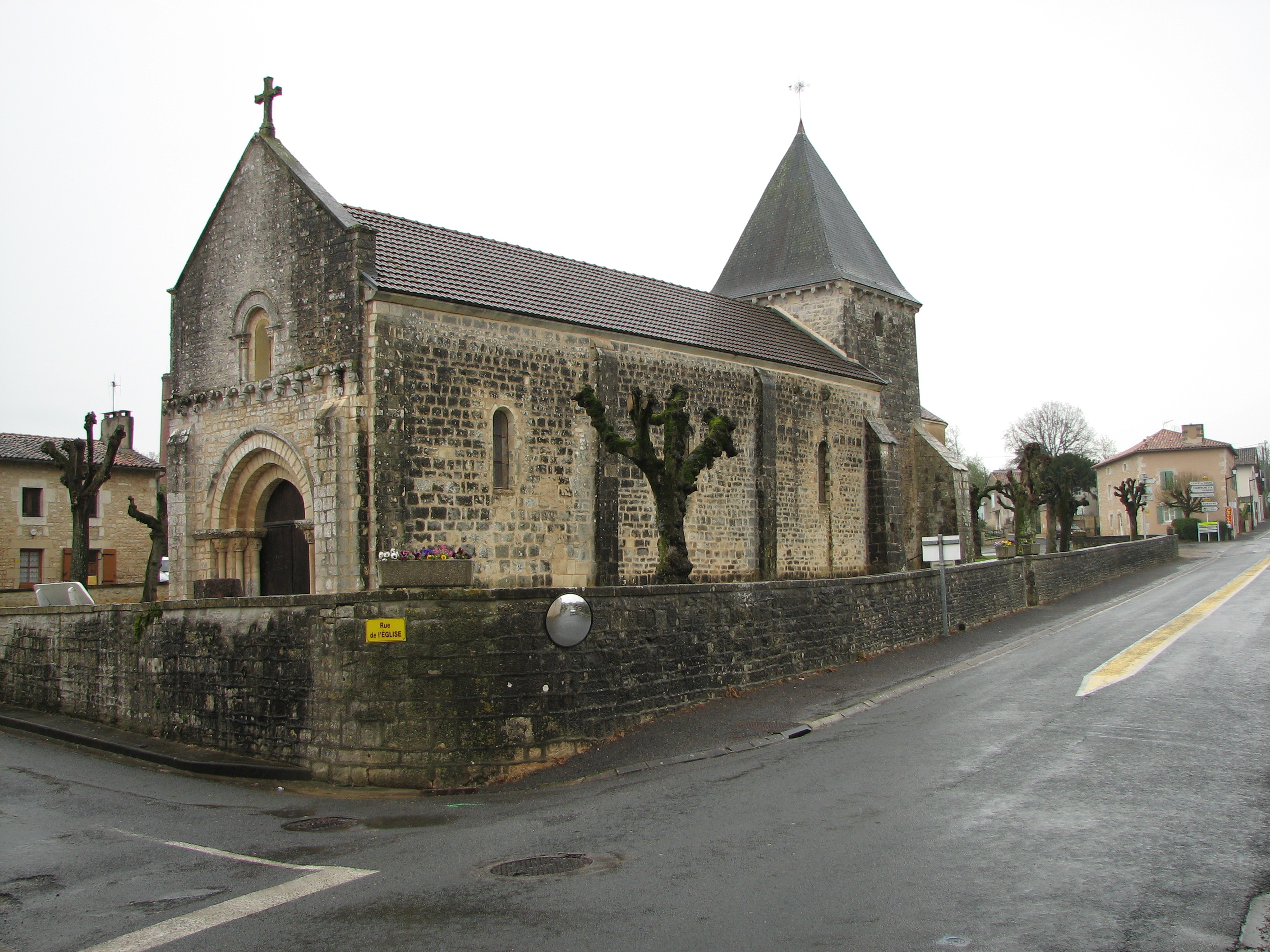
Église de Vaux-en-Couhé.

- À proximité de la mairie, un four à pain du XIXe siècle. Il fonctionne les jours de fête.
- Un pont en dos d’âne du Moyen Âge dit « romain » est jeté sur la Bouleure.
- Deux lavoirs sont situés à proximité du pont et datent de la fin du XIXe , début XXe siècle.
- L'église Notre-Dame est inscrite comme monument historique pour son portail depuis 1928 et classée pour sa belle façade ouest depuis 1939[21]. Elle date de la fin du XIe début du XIIe siècle. Les chapiteaux recevant les voussures du portail sont historiés. Au-dessus de celui-ci, un bandeau sculpté est composé de modillons ornés de têtes humaines.
- Tous les 15 août un vide grenier est organisé suivi d'un feu d' artifice.
- Selon l'Inventaire des arbres remarquables de Poitou-Charentes[22], il y a deux arbres remarquables sur la commune qui sont un chêne pédonculé et un tilleul à grandes feuilles.
- Butte du Moulin de Bouffard. La motte est située sur un promontoire peu élevé, au confluent de la Bouleure et d'une vallée sèche, et dont l'extrémité a été isolé par une tranchée et arrondie. Le tertre qui mesure une trentaine de mètres de diamètre a vu ses parois retaillés, et était probablement entouré par l'eau de la rivière. Le sous-sol est creusé de souterrains simples qui s'ouvrent sur la rivière, mais qui ne semblent pas avoir été aménagés pour la motte qui les recouvre[23].

## Sources